# Nicolás Márquez (futbolista)
José Nicolás Márquez Torres (Mérida, estado Mérida, Venezuela; 21 de febrero de 1996) es un futbolista venezolano. Juega de delantero y su equipo actual es el Estudiantes de Mérida Fútbol Club de la Primera División de Venezuela.

## Trayectoria

### Selección nacional

#### Campeonato Sudamericano Sub-17
| Sudamericano Sub-17 | Sede      | Resultado  | Partidos | Goles |
| ------------------- | --------- | ---------- | -------- | ----- |
| Sudamericano 2013   | Argentina | Subcampeón | 3        | 0     |

#### Mundial Sub-17
| Mundial Sub-17 | Sede                   | Resultado    | Partidos | Goles |
| -------------- | ---------------------- | ------------ | -------- | ----- |
| Mundial Sub-17 | Emiratos Árabes Unidos | Primera fase | 3        | 1     |

## Clubes

### Profesional
| Club                  | País      | Año             | Partidos | Goles |
| --------------------- | --------- | --------------- | -------- | ----- |
| Estudiantes de Mérida | Venezuela | 2012-2013       | 16       | 3     |
| Aragua FC (Cesión)    | Venezuela | 2013            | 3        | 0     |
| Estudiantes de Mérida | Venezuela | 2014            | 9        | 1     |
| Caracas FC            | Venezuela | 2014            | 0        | 0     |
| Carabobo FC (Cesión)  | Venezuela | 2014-2015       | 2        | 1     |
| Caracas FC            | Venezuela | 2015-2016       | 0        | 0     |
| Atlético Los Andes    | Venezuela | 2016            | ?        | ?     |
| Estudiantes de Mérida | Venezuela | 2017 - Presente | -        | -     |